# 小松一郎
小松 一郎（こまつ いちろう、1951年3月8日 - 2014年6月23日）は、日本の外交官。
長く国際法関係を担当し、外務省欧州局長、国際法局長、駐フランス特命全権大使、内閣法制局長官を歴任。
フランス共和国レジオンドヌール勲章コマンドゥール、正三位、瑞宝大綬章を受章。

## 略歴
兵庫県出身。銀行員の父の仕事の関係で中学2年から神奈川県に移り、聖光学院中学校・高等学校に入学。外務公務員I種試験（＝外交官採用試験）合格を機に一橋大学法学部を3年で中退、1972年に外務省に入省。
松本純（自由民主党衆議院議員、内閣府特命担当大臣）や武智健二（イー・アクセス株式会社執行役員副社長、元総務省自治行政局長）、大口清一（元国土交通審議官）は高校の同級生。武智健二とは高校時代成績トップを競った仲だが、東大紛争で東京大学入試が中止になった世代にあたるため、小松は一橋大学に、武智は京都大学に進学した。
また武智が内閣法制局参事官を務めていた際は、条約課長を務めていた小松の作成する国際連合平和維持活動等に対する協力に関する法律案について審査を行った。
外務省では、希望通りフランス語研修に選ばれ、グルノーブル大学、エクス＝アン＝プロヴァンス政治学院留学を経て、在フランス日本国大使館に着任。
1982年のフランソワ・ミッテラン大統領来日時には通訳を務めた。
長く国際法畑を歩み、条約局条約課課長補佐、条約局法規課長、条約局条約課長、条約局担当参事官、条約局審議官を経て、2005年から2008年まで、条約局から改組された国際法局長を務めた。
2006年6月に行われた大韓民国との排他的経済水域境界画定交渉に日本代表として参加。2007年には第1次安倍内閣で、日本国憲法第9条は集団的自衛権の行使を禁ずるものではないと、従来の内閣法制局見解とは異なる解釈を示した安全保障の法的基盤の再構築に関する懇談会の立案実務を担当。また、同年5月11日の衆議院イラク復興支援特別委員会において、テロ対策特別措置法に関し、自衛隊インド洋派遣について「自衛権の行使として説明しなければならないものではない」と説明した。
2011年、駐フランス特命全権大使に就任。
2012年11月10日付で、ル・モンド紙に尖閣諸島の領有権が日本にあることを主張する一文を寄稿した。
また国際法的な観点から領有権を主張するフランス語のカラーの資料を作成し、各種会合や大学、メディア、国民議会、フランス陸軍関係機関で説明を行った。同資料は、外務省により他のロマンス諸語にも翻訳され、ラテン系諸国での説明にも
用いられた。
2013年8月8日付で、駐フランス大使から内閣法制局長官に就任した。就任時のインタビューで、集団的自衛権の行使を禁じているとの憲法解釈を積極的に見直す考えを明らかにした。
2014年1月23日、通常国会の開会直前に体調不良を訴えて虎の門病院に入院。診断の結果、余命短い末期癌であることが発覚し、内閣法制次長横畠裕介が内閣法制局長官事務代理となった。
同年1月31日に見舞いに訪れた安倍晋三内閣総理大臣から進退につき尋ねられると、「自分の残りの人生をかけて、この責任をまっとうさせてください。」と長官続投の意思を伝え、1か月後の2月24日、公務に復帰した。復帰後も週1回程度通院し、抗癌剤治療を続けた。
同年3月4日の参議院予算委員会では、日本共産党の小池晃参議院議員がイラク特措法やテロ特措法の条文解釈について菅義偉内閣官房長官に質問したのに、率先して答弁に立ち、質問にないことについても答弁が及んだため「私が聞いたことにちゃんと答えてくださいね。後半だけ聞いたんですよ。憲法の番人なんだから、安倍政権の番犬みたいなことをしないでください。」と言われた。これに対して、翌日の同委員会において、他党の議員からの質問に「…ところで、昨日の本委員会の御審議において、他の党の所属の委員ではございますが、御質問の中で安倍内閣の番犬という御発言がございました。私としてはこのような御指摘をお受けすることはできません。この委員の所属されている政党は日頃、国民の基本的人権を殊更重視しておられます。僣越でございますが、私は内閣法制局長官として、国家公務員にもプライバシーや名誉に関わるものを含め憲法上基本的人権が保障されているということを申し上げたいと思います。」と答弁した。
同年3月7日の参議院予算委員会終了後、国会内の廊下で、日本共産党の大門実紀史参議院議員から「『番犬』の表現は不適切だったが、反論するなら、うち（日本共産党）の質問の時にしてほしい」「あなたはそんなに偉いのか」と言われたため、「偉くはないが基本的人権はある」と言い返し、衆人環視のもと激しい口論となった。この問題で野党側から釈明を求められ、3月11日に参議院予算委員会理事会で謝罪した。3月12日には大門の事務所で謝罪したが、その場で大門が「お辞めになって療養すれば」と伝えたことに、「そういうことを言うべきではない」とさらに反論して、結局けんか別れとなった。
安全保障の法的基盤の再構築に関する懇談会からの報告書が出されたことを受け、2014年5月16日に体調不良を理由に内閣法制局長官を退任し、内閣官房参与となったが、同年6月23日未明に東京都杉並区の自宅で死去し、同日夜に安倍晋三内閣総理大臣の弔問を受け「人生をかけた仕事ぶり」とされた。63歳没。
同日付で正三位に叙し、瑞宝大綬章が授与された。
同年9月11日にはホテルオークラ東京で偲ぶ会（発起人代表：杉田和博内閣官房副長官（フランス大使館などでの同僚））が開催され、同僚や友人ら600人余りが出席した。献花に訪れた安倍総理大臣は、「病院での語り口もおだやかで、静かな語り口でありました。私は私の人生の中で、小松さんほど強靱な精神を持った人を知りません。力と勇気をもらいました。」などと別れのあいさつを述べた。

## 人物
国際法に詳しく、専門書の執筆も行う。
高校時代に同級生であった帝京大学医学部内科学講座教授の一色高明は、「社交性があるというより我が道を行くタイプ」と評す。
元外務省主任分析官の佐藤優は、「非常に優秀。うそをつかないし約束を守る。」とする一方、外務省の国際法畑の先輩である元外務事務次官の柳井俊二や谷内正太郎のような政治的な立ち回りはしない人物とした。好きな女優は真木よう子。

## 経歴
- 1951年 兵庫県神戸市で生まれ、西宮市、芦屋市で育つ
- 1966年 聖光学院中学校卒業
- 1969年 聖光学院高等学校卒業
- 1971年 一橋大学法学部在学中に外務公務員採用上級試験合格
- 1972年 外務省入省
- 1973年 グルノーブル大学附属語学学校留学（フランス語研修）
- 1974年 エクス＝アン＝プロヴァンス政治学院留学（フランス語研修）
  - 在フランス日本国大使館勤務
  - 外務省条約局条約課長補佐
- 1983年 在タイ日本国大使館一等書記官
- 1986年9月 在ジュネーヴ国際機関日本政府代表部一等書記官
- 1989年1月 在ジュネーヴ国際機関日本政府代表部参事官
- 1989年3月 経済局国際エネルギー課企画官
- 1989年8月 条約局法規課長
- 1991年8月 条約局条約課長
- 1993年12月 在大韓民国日本国大使館参事官
- 1996年1月 在大韓民国日本国大使館公使
- 1996年7月 外務省大臣官房人事課長
- 1998年9月 外務省大臣官房参事官（条約局担当）
- 1999年1月 外務省大臣官房参事官（条約局兼北米局担当）
- 1999年3月 外務省条約局審議官
- 2000年12月 在アメリカ合衆国日本国大使館公使（政務班長）
- 2002年4月 在アメリカ合衆国大使館特命全権公使
- 2003年1月 外務省欧州局長
- 2005年8月 外務省国際法局長
- 2008年7月 スイス連邦駐箚特命全権大使 兼 リヒテンシュタイン駐箚特命全権大使
- 2011年9月 フランス共和国駐箚特命全権大使 兼 アンドラ駐箚特命全権大使 兼 モナコ駐箚特命全権大使[27]
- 2013年8月 内閣法制局長官
- 2013年12月 レジオンドヌール勲章コマンドゥール受章[28]
- 2014年5月 内閣官房参与
- 2014年6月 東京都杉並区の自宅で死去。正三位、瑞宝大綬章[2]。

## 著作

### 著書
- 『実践国際法』信山社 （2011-11-5）、第2版 （2015/6/25）
- 『国際法実践論集』信山社（2015/6/25）

### 論文
- 「GATTの紛争処理手続と『一方的措置』」（国際法学会編『国際法学雑誌』89巻3・4号1990年）
- 「国際司法裁判所の1990年選挙の結果について」（国際法学会編『国際法外交雑誌』1991年6月）
- 「公海漁業の規制と国家管轄権」（『国家管轄権-国際法と国内法-（山本先生古希記念）』勁草書房・1998年）
- 「欧州統合の進展と日本」（世界経済研究協会編『世界経済評論』48(12) (通号 592) 2004-12）
- 「「中央アジア+日本」対中央アジア政策の新展開」（『外交フォーラム』17(12) (通号 197) 2004-12）
- 「国際法の履行確保と国内裁判所におる国際法の適用-「米国POW訴訟」をめぐって-」（『国際法の多様化と法的処理』信山社・2006年）
- 「日本外交と法の支配」（『外交フォーラム』21(7) (通号 240) 2008-07）
- 「外交実務で『国際法を使う』ということ」（中央大学法学会編『法学新報』116(3・4) 2009-09）
- 「紛争処理と外交実務」（「ジュリスト(1387)」有斐閣 2009-10-15）

### 追悼論文集
- 『国際法の実践─小松一郎大使追悼』信山社（2015/06/25）（柳井俊二・村瀬信也編著、酒井啓亘・植木俊哉・広見正行・根本和幸・河野真理子・佐藤哲夫・浅田正彦・堀之内秀久・岩石順子・岡野正敬・真山全・洪恵子・古谷修一・村井伸行・薬師寺公夫・奥脇直也・坂元茂樹・濱本正太郎・中谷和弘・森田章夫・柳原正治・山内進・近藤誠一・寺谷広司・安倍晋三・武智健二・田中誠一・神余隆博・山口英一・信元久隆・伊藤哲雄・林景一・芹田健太郎・林貞行・石垣泰司・柴田和夫・越川和久・鶴岡公二・兼原信克・兼原敦子・山上信吾・正木靖・道井緑一郎・御巫智洋・大平真嗣・望月公一・小松まり共著）

## 同期
- 天野之弥（09年国際原子力機関事務局長・05年在ウィーン国際機関日本政府代表部大使）
- 武藤正敏（10年駐韓大使・07年駐クウェート大使）
- 小島誠二（12年関西担当大使・10年駐タイ大使・09年儀典長・08年科学技術協力担当大使・06年駐パキスタン大使）
- 神余隆博（12年関西学院大学副学長・08年駐ドイツ大使・06年国連大使（次席））
- 高橋文明（09年駐スペイン大使・03年駐カンボジア大使）
- 野本佳夫（08年駐スロバキア大使）
- 石栗勉（京都外国語大学教授・国連アジア太平洋平和軍縮センター所長）
- 石川薫（日本国際フォーラム研究本部長・10年駐カナダ大使・07年駐エジプト大使・05年外務省経済局長）
- 伊藤誠（10年駐ブルガリア大使・06年駐タンザニア大使）
- 近藤誠一（10年文化庁長官・08年駐デンマーク大使・06年ユネスコ大使）
- 橋広治（10年駐パプアニューギニア大使）
- 峯村保雄（11年駐エルサルバドル大使）
- 肥塚隆（13年迎賓館長・10年駐オランダ大使・07年宮内庁式部副長・04年駐ホンジュラス大使）
- 山口英一（10年駐バチカン大使・07年駐コスタリカ大使）
- 横田順子（10年駐ラオス大使）
- 佐藤英夫（11年駐イスラエル大使・09年駐バーレーン大使・08年駐アフガニスタン大使）
- 二階尚人（14年駐チリ大使・11年駐ガーナ大使）
- 松原昭（12年駐マリ大使）
- 荒木喜代志（11年駐トルコ大使・09年COP10担当大使・08年国際テロ対策担当大使）